# Zipa

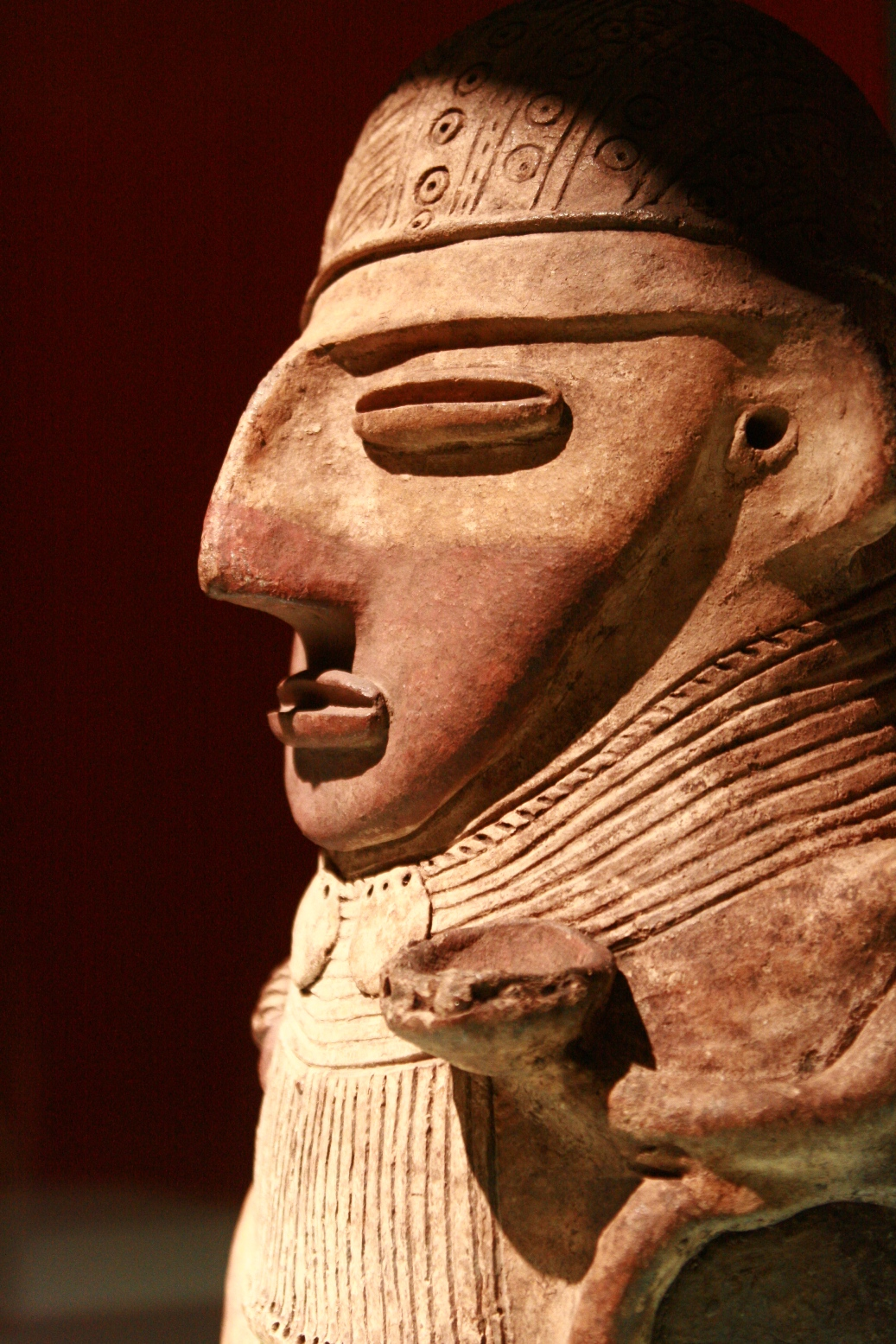
Escultura muisca de um Zipa sem identificar (Museu do Ouro de Bogotá).

Zipa era o título de nobreza dado pelos muíscas ao governante supremo do Zipazgo, uma das divisões administrativas mais importantes da Confederação Muisca. Costuma-se utilizar a expressão "Zipa de Bacatá", já que a sede de governo do Zipazgo encontrava-se em Funza, capital do Zybyn de Bacatá, que abarcava grande parte do território da atual cidade de Bogotá, capital de Colômbia.
O Zipa era considerado descendente da deusa Chie (a Lua), da mesma maneira que o Zaque era considerado descendente de Sua (o Sol). O Zipa tinha autoridade absoluta sobre o governo do Zipazgo. A seu cargo estava a administração, o comando do exército, a criação, reforma e aplicação das leis, e boa parte dos assuntos religiosos. Além disso, os chyquy (sacerdotes muiscas) deviam ser investidos pela autoridade do Zipa. A única pessoa que podia exercer autoridade sobre o Zipa era o Chyquy-Zibyntyba de Iraca, a quem se considerava sucessor do Venerável Bochica, enquanto o único poder em igualdade de condições em frente ao do Zipa era o do Zaque, que num princípio tinha sido superior.

## Sistema de sucessão
O trono do Zipa era hereditário, mas o sistema de sucessão (que se aplicava para todos os casos de sucessão entre os muiscas) não era patrilíneo, e sim matrilíneo; isto é, que quem herdava o trono não era o filho do Zipa anterior, mas sim seu sobrinho, filho de sua irmã Em caso que, por alguma razão, não fosse possível que o sobrinho do Zipa herdasse o trono, os que seguiam na linha sucessória eram os irmãos e os filhos do Zipa, nessa ordem. Caso contrário (isto é, na maioria dos casos), os filhos herdavam somente os bens móveis de seu pai. A razão pela que os sucessores fossem os sobrinhos era que entre os muíscas existia a prática da poligamia, de maneira que a cada homem podia ter o número de tygüi  (esposas, ou consortes) que fosse capaz de manter, pelo que a única forma de assegurar que o herdeiro fora do mesmo sangue que seu pai era que fosse o filho de sua irmã. 

## Cerimónia do Dourado

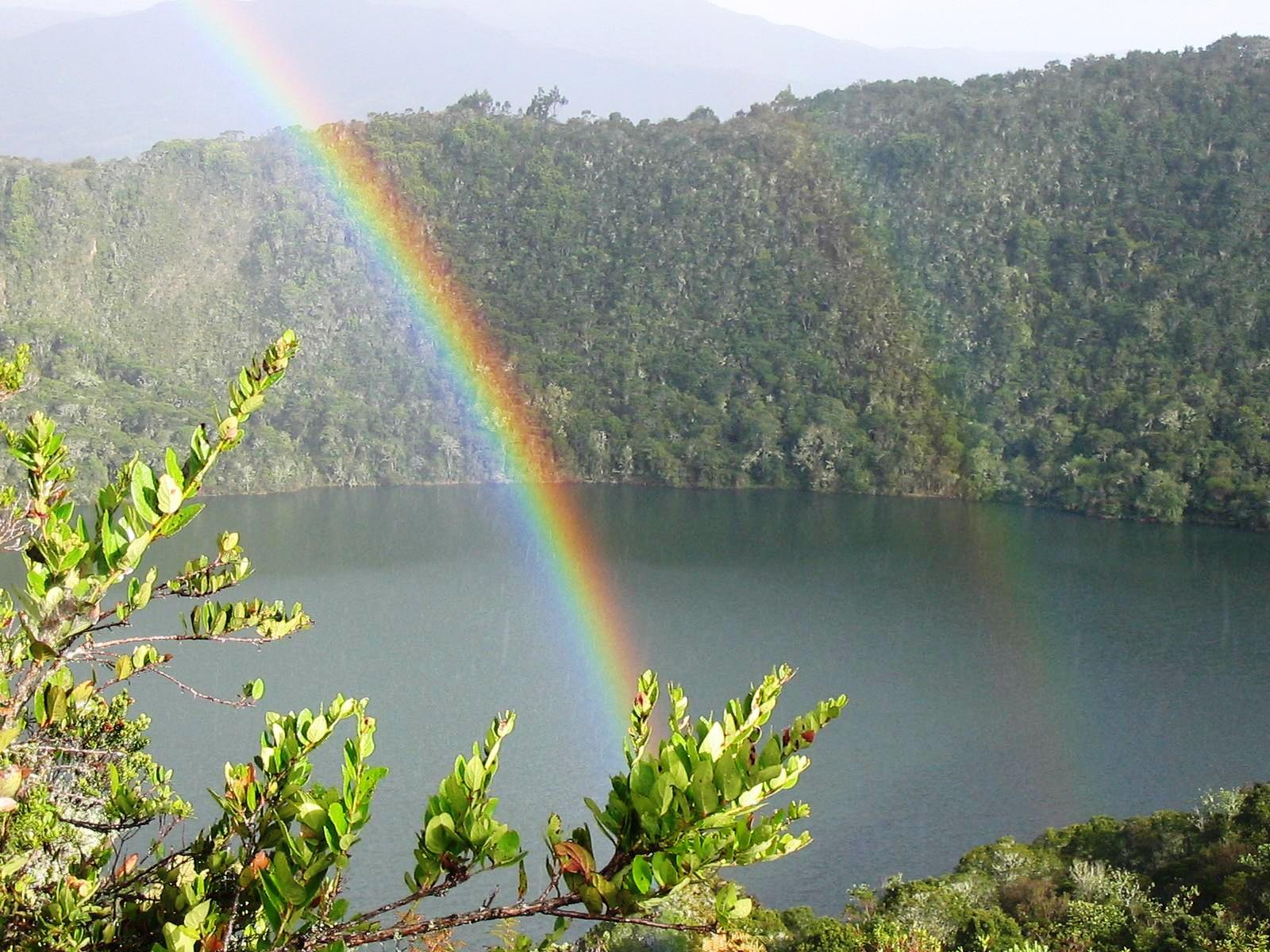
Laguna de Guatavita.

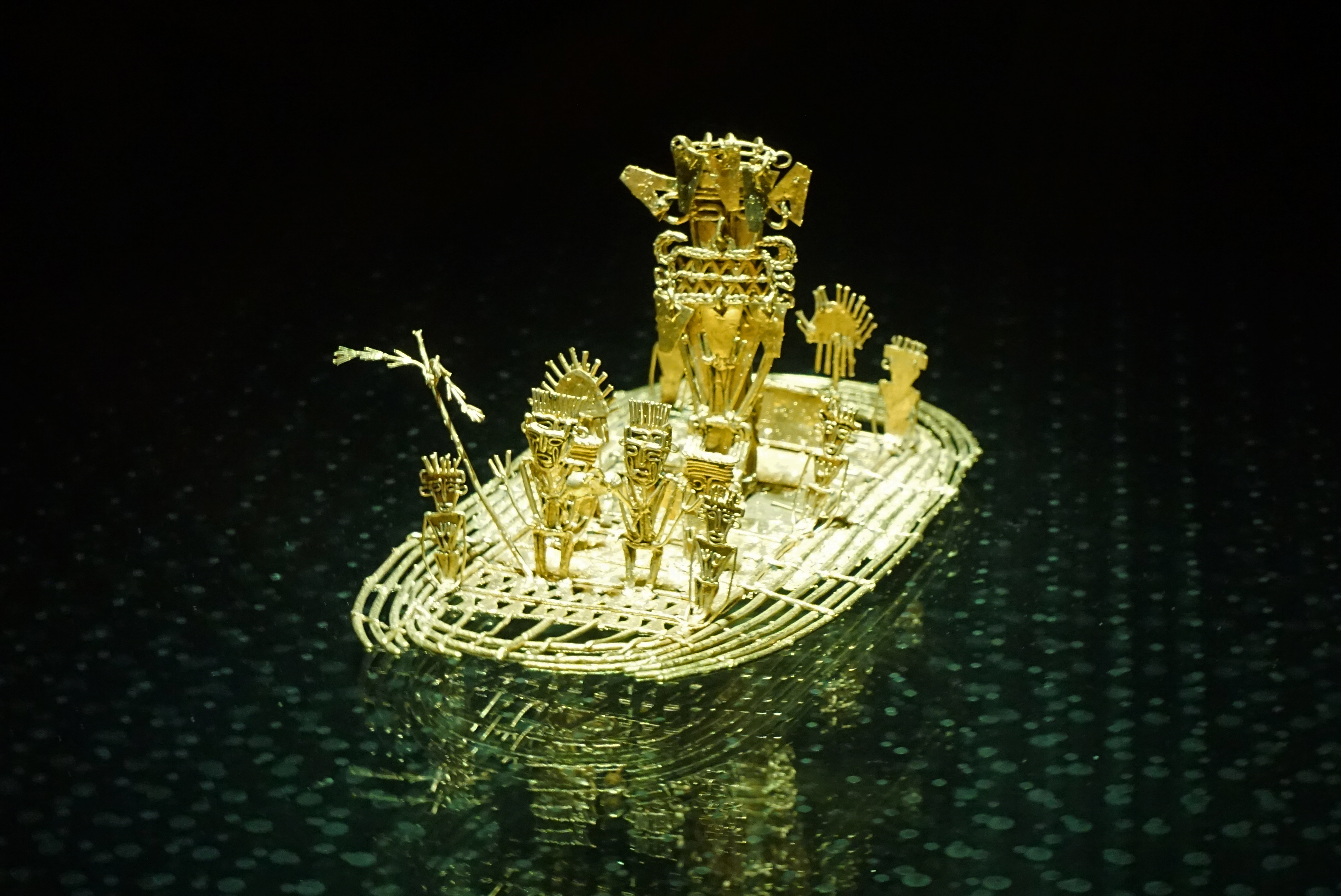
A Balsa Muisca é uma figura de ouro que representa a cerimónia do Dourado, que tinha lugar na Laguna Sagrada de Guatavita. Na atualidade, esta peça encontra-se resguardada no Museu do Ouro de Bogotá, e é considerada um símbolo de Colômbia e da identidade cultural dos colombianos.

Na cerimônia muísca do Dourado, ou Eldorado, que tinha lugar na Laguna Sagrada de Guatavita, o Psihipqua tomava posse do trono do Zipazgo, com o que adquiria a dignidade de Zipa. A descrição que em 1636 fez o cronista Juan Rodríguez Freyle em seu livro Conquista e Descoberta do Novo Reino de Granada, mais conhecido como O carnero, recolhe o depoimento de alguns muiscas que tinham vivido antes da chegada dos espanhóis.
Após o processo prévio pelo que tinha que passar o Psihipqua, herdeiro do trono do Zipazgo, este devia ir à Laguna Sagrada de Guatavita a oferendar aos deuses. Na orla da lagoa estava preparada uma balsa de juncos, enfeitada de maneira vistosa. Na balsa tinha quatro braseiros acendidos nos que se queimava muitos e diversos perfumes. Ao redor da lagoa permaneciam, como espectadores, toda a nobreza, os principais governantes e muitos vassalos, bem como os güechas (guerreiros) e os chyquy (sacerdotes), enfeitados a cada um com suas melhores galas e com muitas tochas acendidas. Quando chegava o Psihipqua, o despiam completamente, lhe untaban em todo o corpo azeite de trementina e o polvilhavam com ouro em pó, de tal maneira que seu corpo ficava totalmente dourado. Depois subia-se na balsa, na qual ia de pé, e a seus pés punham um grande montão de tunjos de ouro (figurillas que representavam aos deuses) e esmeraldas, como oferendas para os deuses. Na balsa entravam os quatro principais Uzaques (nobres de sangue puro), também nus, e a cada qual levava seu oferecimento. Uma vez que partia a balsa, muitos homens que estavam na orla começavam a tocar instrumentos musicais: cornetas, entre outros, e todos os assistentes aclamavam ao Psihipqua até que a balsa chegava ao centro da lagoa. Nesse momento, alçava-se uma bandeira, que fazia o sinal para o silêncio. Então o Psihipqua fazia seu oferecimento aos deuses, lançando todo o ouro e as esmeraldas à  lagoa, e os Uzaques que iam com ele faziam o mesmo com seus oferecimentos. Depois, o Psihipqua submergia-se no água para que o ouro em pó se desprendesse também como oferecimento aos deuses. Quando acabavam, se baixava a bandeira, que durante o oferecimento tinha permanecido alçada, e partindo a balsa de novo para a orla, iniciava-se uma festa com música e danças ao redor da lagoa, com o que ficava investido o novo Zipa.

## Lista dos Zipas
| Zipa          | Anos de reinado | Breve descrição                                                                                         |
| ------------- | --------------- | --- |
| Meicuchuca    | c. 1450-1470    | O pouco que se conhece sobre sua vida pertence mais a um tipo de relato legendario que histórico.       |
| Saguamanchica | 1470-1490       | Concentrou-se na expansão territorial do Zipazgo mediante a conquista militar.                          |
| Nemequene     | 1490-1514       | Acalmou as rebeliões ao interior do Zipazgo e criou o Código de Nemequene.                              |
| Tisquesusa    | 1490-1538       | Durante seu reinado chegaram os espanhóis ao território muisca. Foi assassinado por eles em Facatativá. |
| Zaquesazipa   | 1538-1539       | Último Zipa. Foi submetido a tortura por parte dos espanhóis, morrendo por causa das feridas.           |